# Telstar (satélite)
Telstar es el nombre de varios satélites de comunicaciones. Los primeros dos satélites Telstar fueron experimentales y casi idénticos. Telstar 1 se lanzó sobre un cohete Thor-Delta el 10 de julio de 1962. Transmitió con éxito a través del espacio las primeras imágenes de televisión, llamadas telefónicas e imágenes de telégrafo, y proporcionó la primera transmisión de televisión transatlántica en vivo. Telstar 2 se lanzó el 7 de mayo de 1963. Telstar 1 y 2, aunque ya no funcionan, todavía orbitan alrededor de la Tierra.

## Descripción
Perteneciente a AT&T, el Telstar original fue parte de un acuerdo multinacional entre AT&T (EE. UU.), Bell Telephone Laboratories (EE. UU.), NASA (EE. UU.), GPO (Reino Unido) y el PTT nacional (Francia) para desarrollar comunicaciones experimentales por satélite sobre el Océano Atlántico. Bell Labs acordó un contrato con la NASA, pagando a la agencia por cada lanzamiento, independientemente del éxito. 
La estación terrestre estadounidense -construida por los Laboratorios Bell- era la Estación Terrestre de Andover, en Andover, Maine. La principal estación terrestre británica estaba en Goonhilly Downs, en el suroeste de Inglaterra. La BBC, como coordinador internacional, usó esta ubicación. El equipo de conversión de estándares 525/405 (que llena una sala grande) fue investigado y desarrollado por la BBC y ubicado en el BBC Television Centre de Londres. La estación terrena francesa estaba en Pleumeur-Bodou (48°47′10″N 3°31′26″O) en el noroeste de Francia.
El satélite fue construido por un equipo de Bell Telephone Laboratories que incluía a John Robinson Pierce, quien creó el proyecto; Rudy Kompfner, quien inventó el transpondedor de tubo de onda móvil que utilizó el satélite; y James M. Early, quien diseñó sus transistores y paneles solares. El satélite es aproximadamente esférico, mide 34,5 pulgadas (876,3 mm) de longitud y pesa aproximadamente 77 kg. Sus dimensiones estaban limitadas por lo que cabría en uno de los cohetes Delta de la NASA. Telstar estaba estabilizado por rotación, y su superficie exterior estaba cubierta con células solares capaces de generar 14 vatios de potencia eléctrica.
El Telstar original tenía un único transpondedor innovador que podía retransmitir datos, un solo canal de televisión o circuitos telefónicos multiplexados. Dado que la nave espacial giraba, requería una serie de antenas alrededor de su "ecuador" para la comunicación de microondas ininterrumpida con la Tierra. Una matriz omnidireccional de pequeños elementos de antena de cavidad alrededor del "ecuador" del satélite recibió señales de microondas de 6 GHz para retransmitirlas a estaciones terrestres. El transpondedor convirtió la frecuencia a 4 GHz, amplificó las señales en un tubo de onda progresiva y las retransmitió omnidireccionalmente a través del conjunto adyacente de cavidades en forma de caja más grandes. La prominente antena helicoidal recibió telemando desde una estación terrestre.
Lanzado por la NASA a bordo de un cohete Delta desde Cabo Cañaveral el 10 de julio de 1962, Telstar 1 fue el primer lanzamiento espacial patrocinado por entidades privadas. Un satélite de mediana altitud, Telstar se colocó en una órbita elíptica completada una vez cada 2 horas y 37 minutos, inclinada en un ángulo de aproximadamente 45 grados con respecto al ecuador, con perigeo a unos 952 kilómetros (952.000 m) de la Tierra y apogeo alrededor de 5933 kilómetros (5.933.000 m) de la Tierra Esto contrasta con el Intelsat de Aves Tempranas de 1965 y los subsiguientes satélites que viajan en órbitas geoestacionarias circulares.
Debido a su órbita no geosincrónica, la disponibilidad de Telstar para las señales transatlánticas se limitó a los 20 minutos en cada órbita de 2,5 horas cuando el satélite pasó sobre el Océano Atlántico. Las antenas de tierra tenían que rastrear el satélite con un error de señalamiento de menos de 0,06 grados mientras se desplazaba por el cielo a una velocidad de hasta 1,5 grados por segundo.

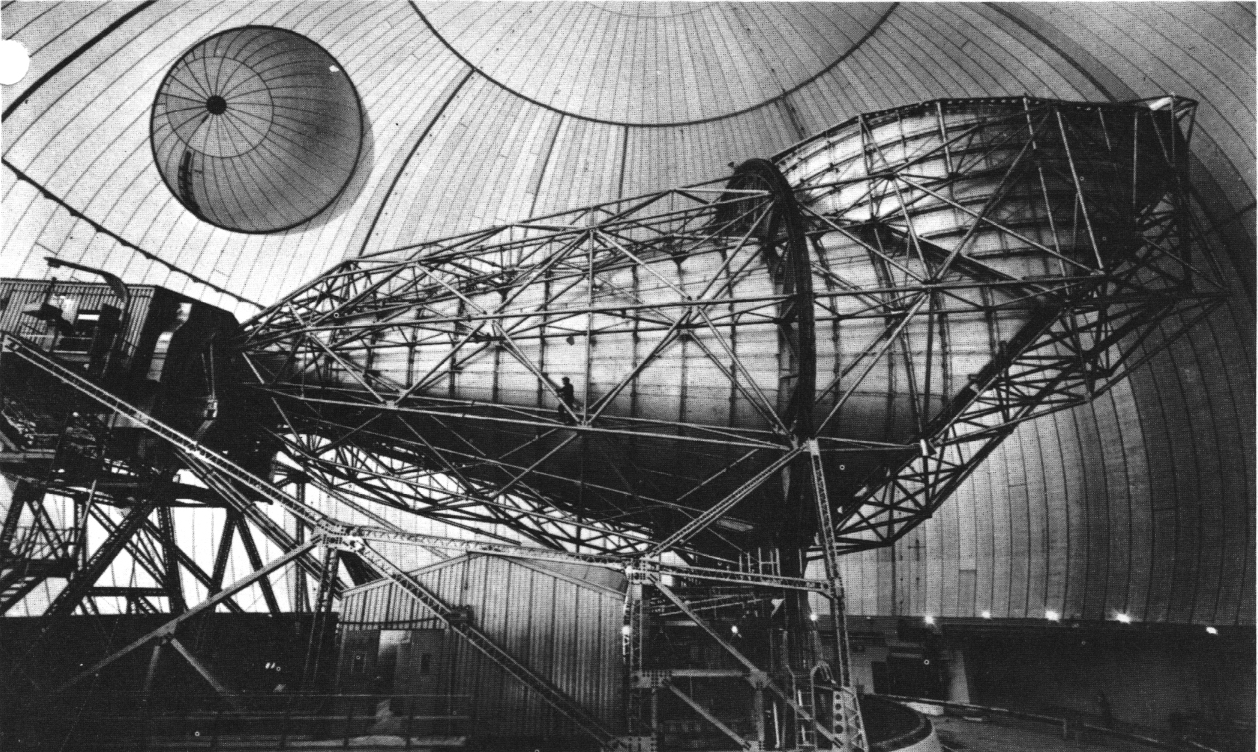
Antena de cuerno de 177 pies en la estación terrestre satelital de AT&T en Andover, Maine, construida para comunicarse con Telstar

Como los transmisores y receptores de Telstar no eran potentes, las antenas de tierra debían ser enormes. Los ingenieros de Bell Laboratory diseñaron una gran antena de cuerno cónica horizontal con un reflector parabólico en su boca que redirigió el haz. Este diseño particular tenía lóbulos laterales muy bajos y, por lo tanto, hacía que las temperaturas de ruido del sistema de recepción fueran muy bajas. La apertura de las antenas era de 334,45 m². Las antenas tenían 53,9496 m de largo y pesaban 380 kg. Morimi Iwama y Jan Norton de Bell Laboratories se encargaron de diseñar y construir las partes eléctricas del sistema de acimut-elevación que dirigía las antenas. Las antenas estaban alojadas en radomos del tamaño de un edificio de oficinas de 14 pisos. Se usaron dos de estas antenas, una en Andover, Maine, y la otra en Francia en Pleumeur-Bodou. La antena GPO en Goonhilly Downs en Gran Bretaña era un paraboloide convencional de 26 metros de diámetro.
El proyecto Telstar representó una inversión financiera sustancial para avanzar en la tecnología de comunicaciones por satélite. Según un memorando con fecha del 16 de agosto de 1962, el gasto total para el proyecto experimental del satélite Telstar, según lo informado por AT&T al senador Kerr, fue de aproximadamente $50 millones. Esta cifra incluye una estimación inicial de $45 millones al 19 de abril de 1962, que cubría los costos de poner en órbita el satélite Telstar y establecer una estación terrestre completamente operativa en Andover, Maine. Los gastos adicionales incurridos después de esta fecha incrementaron el costo total del proyecto en $5 millones, con la instalación de Andover sola costando alrededor de $10 millones y otros $4 millones para las líneas de conexión necesarias. AT&T también informó que había invertido $1.4 mil millones en investigación y desarrollo para los componentes esenciales del sistema de comunicaciones, de los cuales más de $1 mil millones se destinaron a tecnología estrechamente relacionada con las comunicaciones por satélite. Los costos específicos de lanzamiento también fueron cubiertos por AT&T. El 16 de febrero de 1962, aproximadamente cinco meses antes del lanzamiento el 10 de julio de 1962, AT&T realizó un pago anticipado a la NASA por un total de $2.680.982.
Inspiró en el fútbol, el diseño de los balones Telstar y Telstar 18, así como el nombre del club SC Telstar Velsen de los Países Bajos.

## En servicio
Telstar 1 transmitió su primera, y no pública, imagen de televisión -una bandera fuera de la estación terrestre de Andover- a Pleumeur-Bodou el 11 de julio de 1962. Casi dos semanas después, el 23 de julio, a las 3:00 p. m. EDT, retransmitió la primera señal de televisión transatlántica en vivo públicamente disponible. La transmisión se mostró en Europa por Eurovisión y en América del Norte por NBC, CBS, ABC y CBC. La primera transmisión pública incluyó a Walter Cronkite de CBS y Chet Huntley de NBC en Nueva York, y Richard Dimbleby de la BBC en Bruselas. Las primeras imágenes fueron la Estatua de la Libertad en Nueva York y la Torre Eiffel en París. La primera transmisión fue para haber sido hecha por el presidente John F. Kennedy, pero la señal fue adquirida antes de que el presidente estuviera listo, así que los ingenieros llenaron el tiempo de entrada con un segmento corto de un juego televisado entre los Filis de Filadelfia y los Cachorros de Chicago en Wrigley Field. El bateador, Tony Taylor, fue visto golpeando una bola lanzada por Cal Koonce hacia el jardinero derecho George Altman. A partir de ahí, el video cambió primero a Washington D. C.; luego a Cabo Cañaveral, Florida; a la Feria Mundial de Seattle; luego a Quebec y finalmente a Stratford, Ontario. El segmento de Washington incluyó comentarios del presidente Kennedy, hablando del precio del dólar estadounidense, que estaba causando preocupación en Europa. Cuando Kennedy negó que Estados Unidos devaluaría el dólar, se fortaleció inmediatamente en los mercados mundiales; Cronkite luego dijo que "todos vislumbramos algo del verdadero poder del instrumento que habíamos forjado".
Los experimentos continuaron, y en 1964, dos Telstars, dos unidades Relay (de RCA) y dos unidades Syncom (de Hughes Aircraft Company) habían operado con éxito en el espacio. Syncom 2 fue el primer satélite geosincrónico y su sucesor, Syncom 3, transmitió imágenes de los Juegos Olímpicos de verano de 1964 en Tokio. El primer satélite geosincrónico comercial fue Intelsat I ("Early Bird") lanzado en 1965.
Telstar fue considerado un éxito técnico. De acuerdo con una encuesta de la Agencia de Información (USIA), Telstar era más conocida en Gran Bretaña que el Sputnik en 1957.

## Telstars más nuevos
Los satélites Telstar posteriores fueron naves geosincrónicas comerciales avanzadas que comparten solo su nombre con Telstar 1 y 2.
La segunda ola de satélites Telstar se lanzó con Telstar 301 en 1983, seguida por Telstar 302 en 1984 (que fue rebautizada como Telstar 3C luego de ser transportada al espacio por la misión STS-41-D del transbordador), y por Telstar 303 en 1985.
La siguiente ola, comenzando con Telstar 401, llegó en 1993; que se perdió en 1997 debido a una tormenta magnética, y luego Telstar 402 se lanzó pero se destruyó poco después en 1994. Fue reemplazado en 1995 por Telstar 402R, a veces renombrado como Telstar 4.
Telstar 10 fue lanzado en China en 1997 por APT Satellite Company, Ltd.
En 2003, Telstars 4-8 y 13 -la flota norteamericana de Loral Skynet- se vendieron a Intelsat. Telstar 4 sufrió una falla completa antes del traspaso. Los otros fueron renombrados Intelsat Americas 5, 6, etc. En el momento de la venta, Telstar 8 todavía estaba en construcción por Space Systems/Loral, y finalmente fue lanzado el 23 de junio de 2005 por Sea Launch.
Telstar 18 fue lanzado en junio de 2004 por lanzamiento al mar. La etapa superior del cohete tuvo un rendimiento inferior, pero el satélite utilizó su importante margen de combustible de mantenimiento de estacionar para lograr su órbita geoestacionaria operacional. Tiene suficiente combustible a bordo para permitir que exceda su vida de diseño de 13 años especificada.
Telesat lanzó Telstar 12 Vantage en noviembre de 2015 en una variante H2A204 del cohete H-IIA, y comenzó el servicio en diciembre de 2015.

## Satélites
| Nombre                 | Fabricante          | Fecha de lanzamiento     | Vehículo de lanzamiento | Lugar de lanzamiento  | Posición orbital  | Bus           | Masa    |
| ---------------------- | ------------------- | ------------------------ | ----------------------- | --------------------- | ----------------- | ------------- | ------- |
| Telstar 1              | Bell Laboratories   | 10 de julio de 1962      | Delta-DM19              | Cabo Cañaveral LC-17B |                   | Telstar Bus   | 77 kg   |
| Telstar 2              | Bell Laboratories   | 7 de mayo de 1963        | Delta B                 | Cabo Cañaveral LC-17B |                   | Telstar Bus   | 79 kg   |
| Telstar 301            | Hughes              | 28 de julio de 1983      | Delta-3920 PAM-D        | Cabo Cañaveral LC-17A | 76° O             | HS-376        | 625 kg  |
| Telstar 302            | Hughes              | 30 de agosto de 1984     | Discovery STS-41D       | Kennedy LC-39A        | 125° O            | HS-376        | 625 kg  |
| Telstar 303            | Hughes              | 17 de junio de 1985      | Discovery STS-51G       | Kennedy LC-39A        | 76° O             | HS-376        | 630 kg  |
| Telstar 401            | Lockheed Martin     | 16 de diciembre de 1993  | Atlas IIAS AC-108       | Cabo Cañaveral LC-36B | 97° O             | AS-7000       | 3375 kg |
| Telstar 402            | Lockheed Martin     | 9 de septiembre de 1994  | Ariane 42L              | Kourou ELA-2          | 89° O planificado | AS-7000       | 3485 kg |
| Telstar 4              | Lockheed Martin     | 24 de septiembre de 1995 | Ariane 42L              | Kourou ELA-2          | 89° O             | AS-7000       | 3410 kg |
| Telstar 5              | Space Systems/Loral | 24 de mayo de 1997       | Proton-K/Block-DM4      | Baikonur 81/23        | 97° O             | SSL 1300      | 3600 kg |
| Telstar 6              | Space Systems/Loral | 15 de febrero de 1999    | Proton-K/Block-DM3      | Baikonur 81/23        | 93° O             | SSL 1300      | 3763 kg |
| Telstar 7              | Space Systems/Loral | 25 de septiembre de 1999 | Ariane 44LP             | Kourou ELA-2          | 127° O            | SSL 1300      | 3790 kg |
| Telstar 8              | Space Systems/Loral | 23 de junio de 2005      | Zenit-3SL               | Plataforma marítima   | 89° O             | SSL 1300S     | 5493 kg |
| Telstar 9 (no lanzado) | Space Systems/Loral |                          |                         |                       |                   | SSL 1300S     | 5493 kg |
| Telstar 10             | Space Systems/Loral | 16 de octubre de 1997    | Long March 3B           | Xichang 3B            | 76,5° E           | SSL 1300      | 3700 kg |
| Telstar 11             | Matra Marconi Space | 29 de noviembre de 1994  | Atlas IIA               | Cabo Cañaveral LC-36A | 37,5° O           | Eurostar-2000 | 2361 kg |
| Telstar 11N            | Space Systems/Loral | 26 de febrero de 2009    | Zenit-3SLB              | Baikonur 45/1         | 37,5° O           | SSL 1300      | 4012 kg |
| Telstar 12             | Space Systems/Loral | 19 de octubre de 1999    | Ariane 44LP             | Kourou ELA-2          | 15° O             | SSL 1300      | 3814 kg |
| Telstar 12V            | EADS Astrium        | 24 de noviembre de 2015  | H-IIA-204               | Tanegashima YLP-1     | 15° O             | Eurostar-3000 | 5000 kg |
| Telstar 13             | Space Systems/Loral | 8 de agosto de 2003      | Zenit-3SL               | Plataforma marítima   | 121° O            | SSL 1300      | 4737 kg |
| Telstar 14             | Space Systems/Loral | 11 de enero de 2004      | Zenit-3SL               | Plataforma marítima   | 63° O             | SSL 1300      | 4694 kg |
| Telstar 14R            | Space Systems/Loral | 20 de mayo de 2011       | Proton-M/Briz-M         | Baikonur 200/39       | 63° O             | SSL 1300      | 5000 kg |
| Telstar 18             | Space Systems/Loral | 29 de enero de 2004      | Zenit-3SL               | Plataforma marítima   | 138° E            | SSL 1300      | 4640 kg |

## Satélites planeados
Telstar 18V y 19V se lanzaron a principios de 2018.

## Especificaciones

### Telstar 1
- Masa: 77 kg
- Perigeo: 945 km
- Apogeo: 5.643 km
- Inclinación orbital: 44,8 grados
- Período: 157,8 minutos

### Telstar 2
- Masa: 176 kg[1]
- Perigeo: 972 km
- Apogeo: 10.802 km
- Inclinación orbital: 42,7 grados
- Periodo: 225,3